# Benjamin Mendy
Benjamin Mendy (Longjumeau, 17 luglio 1994) è un calciatore francese di origini senegalesi, difensore svincolato. Con la nazionale francese ha vinto il campionato del mondo nel 2018.

## Biografia
Mendy è un musulmano praticante e nell'agosto 2018 ha effettuato l'hajj, il pellegrinaggio annuale alla Mecca previsto tra i cinque pilastri della fede islamica.
Il 26 agosto 2021 viene arrestato dalla polizia del Cheshire con l'accusa di stupro e molestie ai danni di due donne e di una ragazza ancora minorenne. Non gli viene concessa la libertà vigilata poiché, in precedenza, aveva infranto la legge ospitando un party clandestino a casa sua, venendo così meno a una delle condizioni previste; inoltre il Manchester City, suo club di militanza all'epoca, l'ha immediatamente sospeso dalla prima squadra. Il successivo 10 settembre Mendy è comparso in tribunale, per poi essere rimandato in prigione fino al 15 novembre, mentre l'udienza è stata fissata al 15 dicembre 2021. Il 13 gennaio 2023 viene giudicato innocente per sette dei nove capi di imputazione per i quali era processato, mentre per gli altri due dovrà affrontare un nuovo processo dato che i giudici non hanno raggiunto una decisione; nel luglio dello stesso anno viene assolto definitivamente anche per i restanti capi d'imputazione.

## Caratteristiche tecniche
Terzino sinistro molto forte fisicamente, è dotato di un'ottima velocità in progressione, possiede una buona resistenza fisica ed anche una grande capacità di corsa; è abile nei cross. Nel 2017 era considerato tra i più promettenti terzini in circolazione.

## Carriera

### Club

#### Gli inizi con Le Havre e Olympique Marsiglia
Mendy ha iniziato la sua carriera da calciatore professionista nel 2007, crescendo calcisticamente nelle giovanili del Le Havre. Nel 2011, ha firmato il suo primo contratto da professionista con il club francese. Il suo esordio in prima squadra è arrivato il 9 agosto 2011, all'età di 16 anni, nella partita di Coupe de la Ligue persa per 1-2 sul campo dell'Amiens.
Il 9 luglio 2013 viene acquistato dall'Olympique Marsiglia per quattro milioni di euro.

#### Monaco

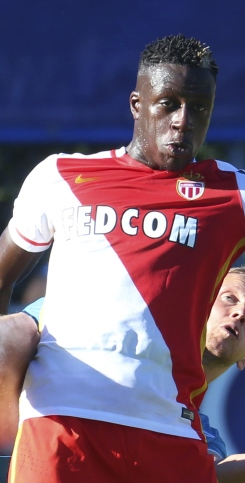
Mendy al Monaco nel 2016

Il 22 giugno 2016 viene acquistato dal Monaco per 13 milioni di euro più 2,5 milioni di bonus. Con la squadra monegasca si laurea campione di Francia e si afferma come uno dei migliori terzini del panorama europeo.

#### Manchester City
Il 24 luglio 2017 passa al Manchester City per 57,5 milioni di euro. Il 23 settembre seguente, durante la partita interna di campionato contro il Crystal Palace, riporta la rottura del legamento crociato del ginocchio destro in uno scontro di gioco con Andros Townsend, costringendolo ad uno stop forzato di vari mesi. Il 26 agosto 2021 viene escluso dalla squadra in seguito ad accuse di stupro.

#### Lorient e Zurigo
Tornato disponibile dopo la caduta dei summenzionati capi d'accusa, il 19 luglio 2023 firma col Lorient prendendo azioni legali contro il suo vecchio club per non avergli corrisposto gli ultimi stipendi. Il 6 novembre 2024 vince la causa contro il Manchester City che è quindi costretto al versamento degli stipendi arretrati.
Dopo aver collezionato 15 presenze e 2 reti nella prima stagione, in seguito ad un lungo infortunio, Mendy non ha giocato nella stagione 2024-2025, concludendo la sua esperienza in neroarancio durate il mercato invernale del 2025.
L'11 febbraio 2025 viene acquistato a titolo definitivo dallo Zurigo, squadra della Super League svizzera, con cui sottoscrive un accordo fino al 30 giugno 2026. Dopo aver raccolto 7 presenze in campionato, il 21 luglio 2025 risolve anticipatamente il suo contratto con la squadra svizzera.

### Nazionale

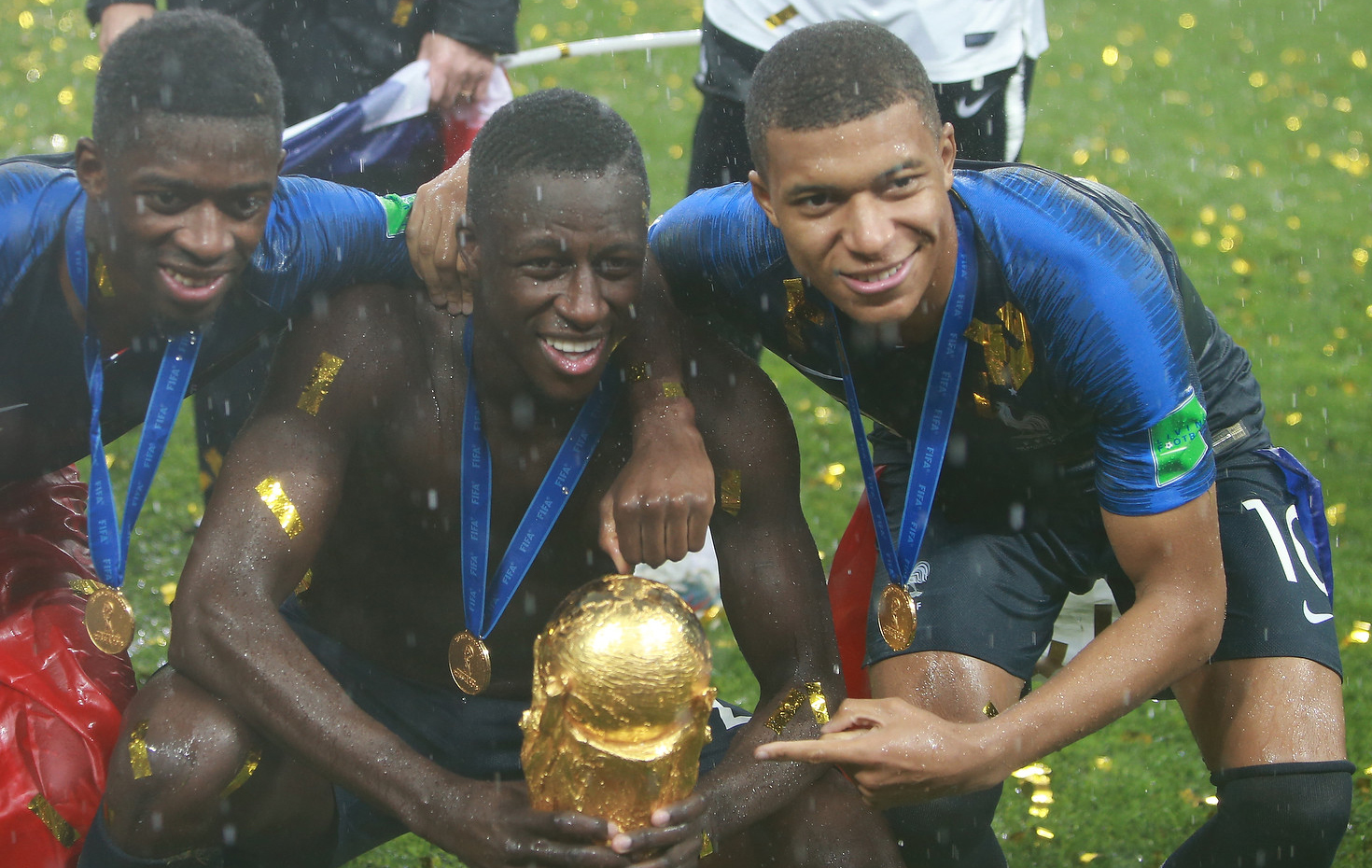
Mendy (al centro), con la maglia della Francia, mentre stringe tra le mani la Coppa del mondo vinta nell'estate 2018

Ha militato nelle varie rappresentative giovanili francesi dall'Under-16 sino all'Under-21. Nel marzo 2017 viene convocato per la prima volta nella nazionale maggiore dal commissario tecnico transalpino Didier Deschamps, per la sfida valida per le qualificazioni al Mondiale 2018 contro il Lussemburgo e l'amichevole contro la Spagna, rispettivamente del 25 e del 28 marzo. Esordisce in nazionale giocando da titolare il 25 marzo seguente, contro il Lussemburgo. Convocato per il Mondiale 2018, si laurea campione del mondo, pur essendo sceso in campo in una sola partita contro la Danimarca.

## Statistiche

### Presenze e reti nei club
Statistiche aggiornate al 30 giugno 2025.
| Stagione               | Squadra                | Campionato             | Campionato | Campionato | Coppe nazionali | Coppe nazionali | Coppe nazionali | Coppe continentali | Coppe continentali | Coppe continentali | Altre coppe | Altre coppe | Altre coppe | Totale | Totale |
| Stagione               | Squadra                | Comp                   | Pres       | Reti       | Comp            | Pres            | Reti            | Comp               | Pres               | Reti               | Comp        | Pres        | Reti        | Pres   | Reti   |
| ---------------------- | ---------------------- | ---------------------- | ---------- | ---------- | --------------- | --------------- | --------------- | ------------------ | ------------------ | ------------------ | ----------- | ----------- | ----------- | ------ | ------ |
| 2010-2011              | Le Havre 2             | CFA                    | 10         | 0          | -               | -               | -               | -                  | -                  | -                  | -           | -           | -           | 10     | 0      |
| 2012-2013              | Le Havre 2             | CFA                    | 2          | 0          | -               | -               | -               | -                  | -                  | -                  | -           | -           | -           | 2      | 0      |
| Totale Le Havre 2      | Totale Le Havre 2      | Totale Le Havre 2      | 12         | 0          |                 |                 |                 |                    |                    |                    |             |             |             | 12     | 0      |
| 2011-2012              | Le Havre               | L2                     | 29         | 0          | CF+CdL          | 2+1             | 0               | -                  | -                  | -                  | -           | -           | -           | 32     | 0      |
| 2012-2013              | Le Havre               | L2                     | 28         | 0          | CF+CdL          | 3+1             | 0               | -                  | -                  | -                  | -           | -           | -           | 32     | 0      |
| Totale Le Havre        | Totale Le Havre        | Totale Le Havre        | 57         | 0          |                 | 7               | 0               |                    | -                  | -                  |             | -           | -           | 64     | 0      |
| 2013-2014              | O. Marsiglia 2         | CFA 2                  | 2          | 0          | -               | -               | -               | -                  | -                  | -                  | -           | -           | -           | 2      | 0      |
| 2013-2014              | O. Marsiglia           | L1                     | 24         | 1          | CF+CdL          | 2+2             | 0+1             | UCL                | 2                  | 0                  | -           | -           | -           | 30     | 2      |
| 2014-2015              | O. Marsiglia           | L1                     | 33         | 0          | CF+CdL          | 1+1             | 0               | -                  | -                  | -                  | -           | -           | -           | 35     | 0      |
| 2015-2016              | O. Marsiglia           | L1                     | 24         | 1          | CF+CdL          | 4+1             | 0               | UEL                | 7                  | 0                  | -           | -           | -           | 36     | 1      |
| Totale O. Marsiglia    | Totale O. Marsiglia    | Totale O. Marsiglia    | 81         | 2          |                 | 11              | 1               |                    | 9                  | 0                  |             | -           | -           | 101    | 3      |
| 2016-2017              | Monaco                 | L1                     | 25         | 0          | CF+CdL          | 2+2             | 1+0             | UCL                | 10                 | 0                  | -           | -           | -           | 39     | 1      |
| 2017-2018              | Manchester City        | PL                     | 7          | 0          | FACup+CdL       | 0+0             | 0               | UCL                | 1                  | 0                  | -           | -           | -           | 8      | 0      |
| 2018-2019              | Manchester City        | PL                     | 10         | 0          | FACup+CdL       | 1+1             | 0               | UCL                | 2                  | 0                  | CS          | 1           | 0           | 15     | 0      |
| 2019-2020              | Manchester City        | PL                     | 19         | 0          | FACup+CdL       | 3+2             | 0               | UCL                | 6                  | 0                  | CS          | 0           | 0           | 30     | 0      |
| 2020-2021              | Manchester City        | PL                     | 13         | 2          | FACup+CdL       | 4+2             | 0               | UCL                | 1                  | 0                  | -           | -           | -           | 20     | 2      |
| 2021-2022              | Manchester City        | PL                     | 1          | 0          | FACup+CdL       | 0               | 0               | UCL                | 0                  | 0                  | CS          | 1           | 0           | 2      | 0      |
| 2022-2023              | Manchester City        | PL                     | 0          | 0          | FACup+CdL       | 0               | 0               | UCL                | 0                  | 0                  | CS          | -           | -           | 0      | 0      |
| Totale Manchester City | Totale Manchester City | Totale Manchester City | 50         | 2          |                 | 13              | 0               |                    | 10                 | 0                  |             | 2           | 0           | 75     | 2      |
| 2023-2024              | Lorient                | L1                     | 15         | 2          | CF              | 0               | 0               | -                  | -                  | -                  | -           | -           | -           | 15     | 2      |
| 2024-feb. 2025         | Lorient                | L2                     | -          | -          | CF              | -               | -               | -                  | -                  | -                  | -           | -           | -           | -      | -      |
| Totale Lorient         | Totale Lorient         | Totale Lorient         | 15         | 2          |                 | 0               | 0               |                    | -                  | -                  |             | -           | -           | 15     | 2      |
| 2024-2025              | Zurigo                 | SL                     | 7          | 0          | CS              | 1               | 0               | -                  | -                  | -                  | -           | -           | -           | 8      | 0      |
| Totale carriera        | Totale carriera        | Totale carriera        | 249        | 7          |                 | 36              | 2               |                    | 29                 | 0                  |             | 2           | 0           | 316    | 9      |

### Cronologia presenze e reti in nazionale
| Cronologia completa delle presenze e delle reti in nazionale ― Francia | Cronologia completa delle presenze e delle reti in nazionale ― Francia | Cronologia completa delle presenze e delle reti in nazionale ― Francia | Cronologia completa delle presenze e delle reti in nazionale ― Francia | Cronologia completa delle presenze e delle reti in nazionale ― Francia | Cronologia completa delle presenze e delle reti in nazionale ― Francia | Cronologia completa delle presenze e delle reti in nazionale ― Francia | Cronologia completa delle presenze e delle reti in nazionale ― Francia |
| Data                                                                   | Città                                                                  | In casa                                                                | Risultato                                                              | Ospiti                                                                 | Competizione                                                           | Reti                                                                   | Note                                                                   |
| ---------------------------------------------------------------------- | ---------------------------------------------------------------------- | ---------------------------------------------------------------------- | ---------------------------------------------------------------------- | ---------------------------------------------------------------------- | ---------------------------------------------------------------------- | ---------------------------------------------------------------------- | ---------------------------------------------------------------------- |
| 25-3-2017                                                              | Lussemburgo                                                            | Lussemburgo                                                            | 1 – 3                                                                  | Francia                                                                | Qual. Mondiali 2018                                                    | -                                                                      |                                                                        |
| 2-6-2017                                                               | Rennes                                                                 | Francia                                                                | 5 – 0                                                                  | Paraguay                                                               | Amichevole                                                             | -                                                                      | 67’                                                                    |
| 9-6-2017                                                               | Solna                                                                  | Svezia                                                                 | 2 – 1                                                                  | Francia                                                                | Qual. Mondiali 2018                                                    | -                                                                      |                                                                        |
| 13-6-2017                                                              | Saint-Denis                                                            | Francia                                                                | 3 – 2                                                                  | Inghilterra                                                            | Amichevole                                                             | -                                                                      | 21’                                                                    |
| 28-5-2018                                                              | Saint-Denis                                                            | Francia                                                                | 2 – 0                                                                  | Irlanda                                                                | Amichevole                                                             | -                                                                      | 63’                                                                    |
| 1-6-2018                                                               | Nizza                                                                  | Francia                                                                | 3 – 1                                                                  | Italia                                                                 | Amichevole                                                             | -                                                                      | 62’                                                                    |
| 9-6-2018                                                               | Lione                                                                  | Francia                                                                | 1 – 1                                                                  | Stati Uniti                                                            | Amichevole                                                             | -                                                                      | 66’                                                                    |
| 26-6-2018                                                              | Mosca                                                                  | Danimarca                                                              | 0 – 0                                                                  | Francia                                                                | Mondiali 2018 - 1º turno                                               | -                                                                      | 50’                                                                    |
| 9-9-2018                                                               | Saint-Denis                                                            | Francia                                                                | 2 – 1                                                                  | Paesi Bassi                                                            | UEFA Nations League 2018-2019 - 1º turno                               | -                                                                      | 62’                                                                    |
| 17-11-2019                                                             | Tirana                                                                 | Albania                                                                | 0 – 2                                                                  | Francia                                                                | Qual. Euro 2020                                                        | -                                                                      | 75’                                                                    |
| Totale                                                                 |                                                                        | Presenze                                                               | 10                                                                     |                                                                        | Reti                                                                   | 0                                                                      |                                                                        |

| Cronologia completa delle presenze e delle reti in nazionale ― Francia under 21 | Cronologia completa delle presenze e delle reti in nazionale ― Francia under 21 | Cronologia completa delle presenze e delle reti in nazionale ― Francia under 21 | Cronologia completa delle presenze e delle reti in nazionale ― Francia under 21 | Cronologia completa delle presenze e delle reti in nazionale ― Francia under 21 | Cronologia completa delle presenze e delle reti in nazionale ― Francia under 21 | Cronologia completa delle presenze e delle reti in nazionale ― Francia under 21 | Cronologia completa delle presenze e delle reti in nazionale ― Francia under 21 |
| Data                                                                            | Città                                                                           | In casa                                                                         | Risultato                                                                       | Ospiti                                                                          | Competizione                                                                    | Reti                                                                            | Note                                                                            |
| ------------------------------------------------------------------------------- | ------------------------------------------------------------------------------- | ------------------------------------------------------------------------------- | ------------------------------------------------------------------------------- | ------------------------------------------------------------------------------- | ------------------------------------------------------------------------------- | ------------------------------------------------------------------------------- | ------------------------------------------------------------------------------- |
| 13-11-2014                                                                      | La Spezia                                                                       | Italia under 20                                                                 | 1 – 1                                                                           | Francia under 21                                                                | Amichevole                                                                      | -                                                                               |                                                                                 |
| 17-11-2014                                                                      | Brest                                                                           | Francia under 21                                                                | 3 – 2                                                                           | Inghilterra under 21                                                            | Amichevole                                                                      | -                                                                               |                                                                                 |
| 30-3-2015                                                                       | Sedan                                                                           | Francia under 21                                                                | 4 – 1                                                                           | Paesi Bassi under 21                                                            | Amichevole                                                                      | -                                                                               |                                                                                 |
| 11-6-2015                                                                       | Gueugnon                                                                        | Francia under 21                                                                | 1 – 1                                                                           | Corea del Sud under 21                                                          | Amichevole                                                                      | -                                                                               | 46’                                                                             |
| 16-6-2015                                                                       | Besançon                                                                        | Francia under 21                                                                | 2 – 1                                                                           | Paraguay under 21                                                               | Amichevole                                                                      | -                                                                               |                                                                                 |
| 5-9-2015                                                                        | Kópavogur                                                                       | Islanda under 21                                                                | 3 – 2                                                                           | Francia under 21                                                                | Qual. Europeo Under-21 2017                                                     | -                                                                               | 90+3’                                                                           |
| 8-9-2015                                                                        | Le Mans                                                                         | Francia under 20                                                                | 2 – 1                                                                           | Brasile under 21                                                                | Amichevole                                                                      | -                                                                               |                                                                                 |
| 10-10-2015                                                                      | Aberdeen                                                                        | Scozia under 21                                                                 | 1 – 2                                                                           | Francia under 21                                                                | Qual. Europeo Under-21 2017                                                     | -                                                                               | 90+3’                                                                           |
| 2-6-2016                                                                        | Venezia                                                                         | Italia under 21                                                                 | 0 – 1                                                                           | Francia under 21                                                                | Amichevole                                                                      | -                                                                               | 80’, 87’                                                                        |
| Totale                                                                          |                                                                                 | Presenze                                                                        | 9                                                                               |                                                                                 | Reti                                                                            | 0                                                                               |                                                                                 |

## Palmarès

### Club
- Campionato francese: 1

Monaco: 2016-2017
- Coppa di Lega inglese: 4

Manchester City: 2017-2018, 2018-2019, 2019-2020, 2020-2021
- Campionato inglese: 4

Manchester City: 2017-2018, 2018-2019, 2020-2021, 2021-2022
- Community Shield: 2

Manchester City: 2018, 2019
- Coppa d'Inghilterra: 1

Manchester City: 2018-2019

### Nazionale
- Campionato mondiale: 1

Russia 2018